# Indohya panops
Indohya panops är en spindeldjursart som beskrevs av Harvey 1993. Indohya panops ingår i släktet Indohya och familjen Hyidae. Inga underarter finns listade i Catalogue of Life.